# Bertil Norbelie
George Bertil Norbelie, född den 15 april 1938, är en svensk politiker (moderat) och ämbetsman.
Norbelie var generaldirektör för Livsmedelsverket 1998–2004.
Norbelie utsågs den 17 juni 2004 som särskild utredare i Tjänstehundsutredningen, som avrapporterades i september 2005 i SOU 2005:75
Han utsågs den 11 december 2006 som särskild utredare i Tävlingsdjursutredningen, som avrapporterades i november 2007 i SOU 2007:86